# ARMET (gene)
A rica em arginina, mutada em tumores em estágio inicial (ARMET), proteína rica em arginina (ARP) ou fator neurotrófico derivado de astrócitos mesencefálicos (MANF) é uma proteína que em humanos é codificada pelo gene de manutenção MANF.
Este gene codifica uma proteína altamente conservada cuja função é conhecida. Inicialmente pensava-se que a proteína era mais longa no terminal N e que continha uma região rica em arginina, mas a evidência transcrita indica um quadro de leitura aberto menor que não codifica o trato da arginina.